# إميل سليلاتي
إميل سليلاتي(2 أغسطس 1976-) مخرج برامج تلفزيونية وأغاني مصورة لبناني

## حياته ومشواره المهني
ولد في بيروت، حاصل على شهادة في الإخراج بدأ عمله كمساعد مخرج ثانوي كما قام بإخراج العديد من الإعلانات التلفزيونية

## أعماله

### في الأغاني المصورة
انطلاقته في مجال الأغاني المصورة كانت مع نجم برنامج ستار أكاديمي في جزئه الأول، التونسي الشاب أحمد الشريف من خلال كليب تميز بخفة ظل مناسبة لجو الأغنية «سهران معاك الليلة»، عاد وقدم معه كليب مميز للأغنية التي حملت عنوان ألبومه الأول «بين الناس»
- تعاون بعدها مع النجمة اللبنانية مايا نصري من خلال أغنية«روح»،
- ثم مع الفنانة سيرين عبد النور من خلال أغنية «لو بص بعيني»،
- كانت المرحلة التالية مع النجمة الاستعراضية هيفاء وهبي من خلال أغنيتها الشهيرة «بوس الواوا» المثيرة للجدل
- عام 2006 تعاون مع فنانة العرب أحلام في الأغنية التي حملت عنوان ألبومها «الثقل صنعة»
- كما أخرج كليب بتلون ليه عليا ل مادلين مطر
- وكليب للفنانة إليسا بعنوان تصدق بمين
- محمد حماقي من قلبي بغني
- جوزيف عطية، حبيت عيونك
- فارس كرم ، نسونجي

### في السينما
- فيلم بدي شوف مساعد 2008
- فيلم ساعتي الباسلة 2000

### في البرامج
- رقص النجوم
- كوك ستديو

## روابط خارجية
- إميل سليلاتي على موقع قاعدة بيانات الأفلام العربية